# José Luis Regino Contreras Jiménez
José Luis Regino Contreras Jiménez (1952) es un botánico mexicano.
En 1991, obtuvo la licenciatura en biología, por la Universidad Nacional Autónoma de México.
Desarrolla actividades académicas en el Herbario y Lab. Microbiológico del Suelo, Instituto de Ciencias, Universidad Autónoma de Puebla.

## Obra
- lucie Miché, lionel Moulin, clémence Chaintreuil, josé luis Contreras-jiménez, josé-antonio Munive-hernández, maría del carmen Villegas-hernández, françoise Crozier, Gilles Béna. 2010. Diversity analyses of Aeschynomene symbionts in Tropical Africa and Central America reveal that nod-independent stem nodulation is not restricted to photosynthetic bradyrhizobiaemi. Environmental Microbiology 12 (8) 2152-2164
- JULIE A. HAWKINS, LAURA WHITE OLASCOAGA, COLIN E. HUGHES, JOSÉ LUIS R. CONTRERAS JIMÉNEZ, PEDRO MERCADO RUARO. 1999. Investigation and documentation of hybridization between Parkinsonia aculeata and Cercidium praecox (Leguminosae : Caesalpinioideae) Pl. Syst. Evol. 216:49-68

## Eponimia
Especies
- (Crassulaceae) Pachyphytum contrerasii Pérez-Calix, I.García & Cházaro[4]